# Now You're Gone (Basshunter)
Now You're Gone è un singolo del DJ e cantante svedese Basshunter, pubblicato nel 2007 ed estratto dall'album Now You're Gone - The Album. Il brano è accreditato in collaborazione con DJ Mental Theo's Bazzheadz.

## Il brano
La canzone utilizza la stessa musica della hit del 2006 Boten Anna, ma con testo in lingua inglese differente.

## Tracce
- CD

1. Now You're Gone (Radio Edit) – 2:34
2. Now You're Gone (DJ Alex Extended Mix) – 5:42

## Video
Il videoclip vede la partecipazione della modella iraniana Aylar Lie.